# Cabra de Angora
La cabra de Angora, también conocida como cabra tibetana, es una raza de cabra doméstica originaria del Asia Menor, tomando su nombre de la ciudad de Angora, con el que se conocía en la antigüedad a la actual ciudad Ankara en Turquía. Estas cabras producen una lana brillante conocida como mohair.

## Características
La cabra de Angora es una raza moderadamente pequeña, de unos 50 cm de altura a la cruz. Es una raza esbelta, de apariencia elegante y de constitución ligera; su cabeza es pequeña, presentando orejas semicaídas, presentándose cuernos en ambos sexos, los que son largos, fuertes y de apariencia torcida en los carneros adultos. Con excepción del rostro y las patas, el resto de su cuerpo se presenta cubierto completamente por una capa de largos rizos de mohair fino y brillante. No se trata del típico pelo de cabra que se observa en otras razas, sino del plumón o subpelo que, sólo en esta raza, crece mucho más que el pelaje exterior. Tanto su rostro como su pelaje son normalmente blancos pero, especialmente en el sur de Turquía, también se encuentran individuos negros, marrones y grises.

## Galería

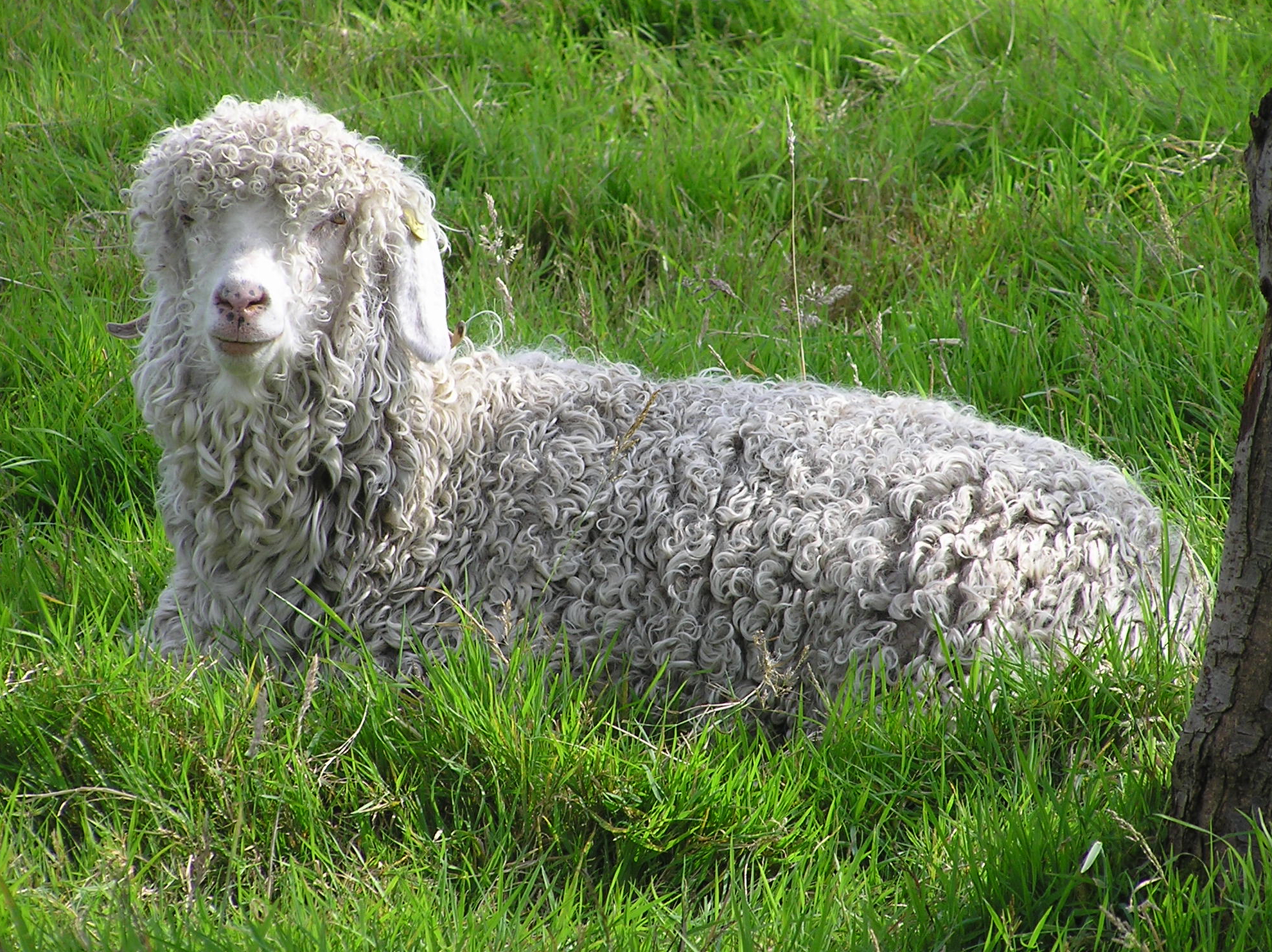
Cabra de Angora en reposo
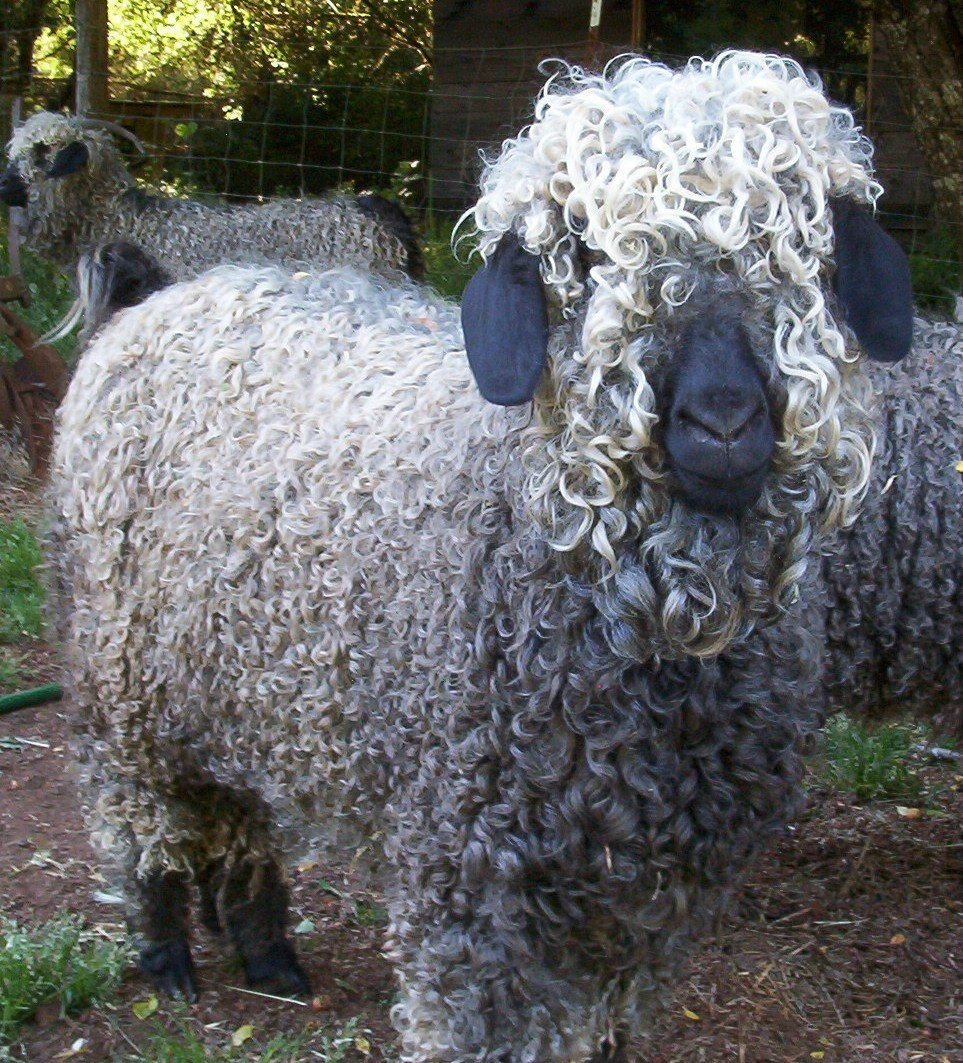
Variación del color típico de la raza
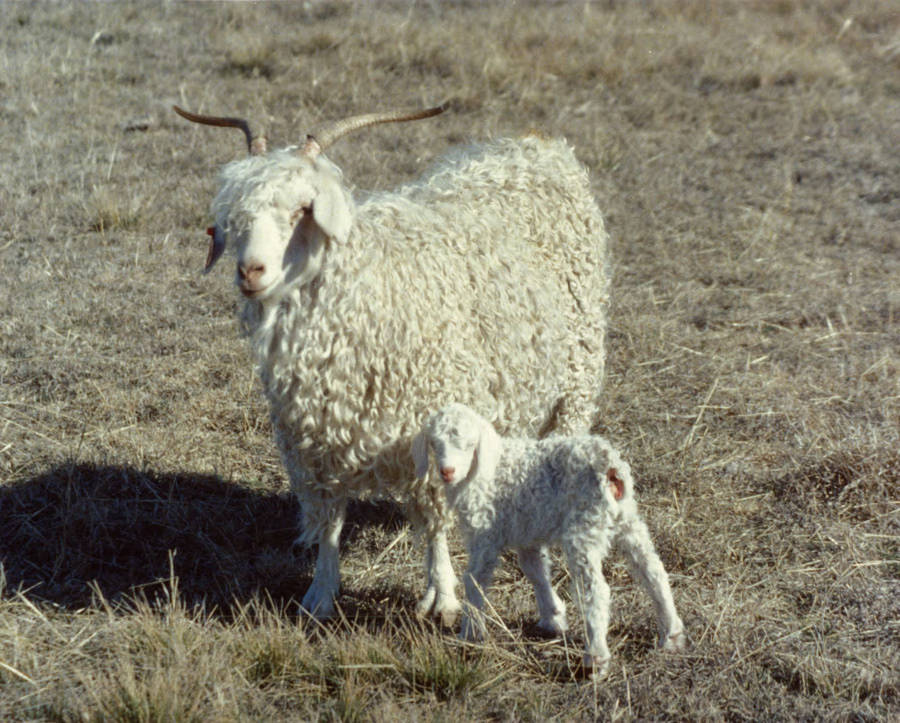
Una cabra de Angora con su ternero.